# Monika Gronke
Monika Gronke (* 28. März 1952 in Hannover) ist eine deutsche Islamwissenschaftlerin und Hochschullehrerin für Iranistik an der Universität zu Köln.

## Leben
Nach ihrer Schulzeit studierte Gronke Islamwissenschaften. Gronke unterrichtet seit 1991 als Hochschullehrerin am Orientalischen Seminar der Universität Köln Islamwissenschaft und Iranistik. Sie ist Herausgeberin der Reihe Documenta Iranica et Islamica.

## Werke
- Arabische und persische Privaturkunden des 12. und 13. Jahrhunderts aus Ardabil (Aserbeidschan). Schwarz, Berlin 1982, ISBN 3-922968-16-3.
- Derwische im Vorhof der Macht. Franz Steiner Verlag, Stuttgart 1993, ISBN 3-515-05758-7.
- Geschichte Irans, Von der Islamisierung bis zur Gegenwart. 4. Auflage. C.H. Beck Verlag, München 2014, ISBN 978-3-406-48021-8. (1. Auflage von 2003)
- Iran. A short history ; from islamization to the present. Wiener, Princeton, NJ, 2008, ISBN 978-1-55876-445-3.
- Das biographische Lexikon des Ṣalāḥaddīn Ḫalīl Ibn-Aibak aṣ-Ṣafadī. Teil 23: ʿUmar Ibn-ʿAbd al-Wahhāb – Farruḫšāh Ibn-Šāhinšāh. Schwarz, Berlin 2010, ISBN 978-3-87997-179-4. (= Bibliotheca Islamica, Bd. 6)